# 電擊G's magazine
電擊G's magazine是由ASCII Media Works（前MediaWorks）從1992年起發行的月刊遊戲雜誌。毎月30日發售。
該雜誌主要針對家用遊戲機的美少女遊戲軟件。另外它還推行近年讀者所常常說的參加雜誌上連載獨創規劃，並將其進行遊戲軟體化、動畫化的跨媒體製作。

## 沿革
- 1992年12月26日，MediaWorks發行《電擊PC Engine》（電撃PCエンジン）創刊號（1993年2月號）。
- 1996年4月30日，《電擊PC Engine》改名為《電擊G's Engine》（電撃G'sエンジン）並發行1996年6月號。
- 1997年6月30日，《電擊G's Engine》改名為《電擊G's雜誌》（電撃G'sマガジン）並發行1997年8月號。
- 2002年3月30日，《電擊G's雜誌》改名為《電擊G's magazine》（電撃G's magazine）並發行2002年5月號。
- 2008年4月30日，《電擊G's magazine》發行2008年6月號，發行公司名稱改為ASCII Media Works。
- 2009年3月2日，《電擊G's magazine》的行動上網專用網站《電擊G's mobile》（電撃G'sモバイル）開站。

## 本誌連載的主要讀者參加計劃
此處不包括由其他公司開發的作品的Fan Page等。
- 女神天國（畫：好實昭博・宮須彌、文：きくたけ（菊池たけし）、1993年2月號～1996年6月號）遊戲・OVA
  - 1999年9月號續編「聖女神天國」の予告が掲載されたが、連載に至らず2000年1月号にお詫びが掲載された。
- ヴァルツァーの紋章（原案：安藤真、文：新木伸、畫：小林瑞代・佐島真実、1993年2月號～1995年1月號）小說
- ハイパーウォーズ（原作：阿須貞明、畫：長谷川努、1993年12月號～1994年10月號）遊戲
- ルートランサー（原案：林田ゆり、画：十羽織羽磨、1994年1月号～11月号）
- 六翼天使之聲（畫：七瀬葵、1996年4月號～1998年8月號）TV動畫

連載完結後、因為決定動畫化而在1999年3月號～2000年2月號的封面登場。
- お嬢様特急（エクスプレス）（企画：赤堀悟・画：柳沢まさひで、1998年5月號～11月號）遊戲
- 妹妹公主（画：天廣直人、文：公野櫻子、1999年3月號～2003年9月號）遊戲・TV動畫・等多種模式的作品

2000年3月～2003年9月號封面。
- 歡樂課程/HAPPY LESSON（原作・畫：佐佐木睦美（但是事實上擔任寫文的是鷹野よしき（高野希義現編集長））、1999年4月号～2002年9月号）遊戲・OVA・TV動畫・漫畫・小說
- Milky Season（畫：森藤卓弥、2000年3月號～2001年10月號）遊戲
- Merry Little Park（畫：ひさかた悠、2001年4月號～12月號）
- 雙戀（原作：雙葉雛、畫：佐佐木睦美、2002年10月號～2005年10月號）TV動畫・遊戲・漫畫

歡樂課程連載完結後立即開始的企劃。2003年10月號～2005年10月號封面。
- 草莓危機（原作：公野櫻子、画：真木ちとせ（2003年11月號～2005年9月號）/たくみなむち（2005年10月號～）、2003年11月號～）網上電台・漫畫・小說・動畫
- ウルトラC（チャーミング）!（畫：大崎はるい、企画・文：かのまるひ、2003年12月號～2004年8月號）
- マリッジロワイヤル（原作・畫：西又葵・鈴平ひろ、2006年1月號～2011年5月號）

此作是與Navel合作的合同企画。
- 2/3 アイノキョウカイセン（畫：京極しん・小川静香、2006年1月號～ 2007年12月號）

連載開始前の仮題は「Real/Digital Project」。
- A.I. Love You!（畫：高階@聖人、2006年2月號～2009年11月號）

読者コーナー「MOESTA」内の1コーナーであるため、現時点では目次に掲載されていない。
- 公主導航（畫：七尾奈留、文：SATZ）：2007年10月號 - 2011年5月號
- 寶貝公主（原作：公野櫻子、畫：みぶなつき）：2007年12月號 - 2012年6月號
- Love Live!（原作：矢立肇、原案：公野櫻子）：2010年7月號 -

## 增刊

### 電擊G's Festival!
2004年12月開始的不定期增刊。
Vol.1 2004年12月16日發售
- To Heart 2（封面）68頁大特集。
- 附錄：「To Heart 2」A4判磁鐵海報・樸克牌(連盒子)．2005年日程簿

Vol.2 2005年9月15日發售
- 夜明前的琉璃色（封面）・Fate/hollow ataraxia特集。
- 附錄：「Fate/hollow ataraxia」雙面枕頭套・「夜明前的琉璃色」拼圖・手提電話吊帶（圖案: 間桐櫻・鷹見澤菜月）

Vol.3 2005年12月2日發售（未滿18歳人士禁止購買）
- To Heart 2 XRATED（封面）1冊大特集。
- 附錄：

Vol.4 2006年5月11日發售
- 初音岛II（封面）大特集。
- 附錄：

Vol.5 2006年5月25日發售
- 娇蛮之吻（封面）大特集。
- 附錄：

Vol.6 2006年11月30日發售
- 夜明前的琉璃色（封面）大特集。
- 附錄：

Vol.7 2007年2月16日發售
- 暮蟬悲鳴時（封面）大特集。
- 附錄：

Vol.8 2007年3月29日發售
- 灼眼的夏娜（封面）大特集。
- 附錄：

Vol.9 2007年6月30日發售
- Little Busters!（封面）大特集。
- 附錄：

Vol.10 2007年8月30日發售
- 七色★星露 Pure!!（封面）大特集。
- 附錄：

Vol.11 2008年1月19日發售
- FORTUNE ARTERIAL（封面）大特集。
- 附錄：

Vol.12 2008年5月20日發售
- 初音島II（封面）大特集。
- 附錄：

Vol.13 2008年12月19日發售
- 恋姬†无双（封面）大特集。
- 附錄：

Vol.14 2009年1月23日發售
- 我们没有翅膀（封面）大特集。
- 附錄：

Vol.15 2009年2月20日發售
- 夜明前的琉璃色（封面）大特集。
- 附錄：

Vol.16 2010年4月14日發售
- マリッジロワイヤル（日语：マリッジロワイヤル）（封面）大特集。

Vol.17 2010年7月28日發售
- Angel Beats!（封面）大特集。
- 附錄：

## 關連項目
- 電擊文庫MAGAZINE
- コンプティーク
- Virtual IDOL
- DearMy...
- RASPBERRY

## 外部連結
- 電撃G's 雜誌 （页面存档备份，存于）（官方網頁）